# Sollevamento pesi ai Giochi della XV Olimpiade - Pesi massimi-leggeri
La competizione della categoria pesi massimi-leggeri (fino a 82,5 kg) di sollevamento pesi ai Giochi della XV Olimpiade si è svolta il giorno 27 luglio 1952 al Messuhalli Hall di Helsinki.

## Regolamento
La classifica era ottenuta con la somma delle migliori alzate delle seguenti 3 prove:
- Distensione lenta
- Strappo
- Slancio

Su ogni prova ogni concorrente aveva diritto a tre alzate.

## Risultati
| Pos.    | Atleta                     | Nazione | Peso Atleta | Totale | Distensione lenta | Distensione lenta | Distensione lenta | Strappo | Strappo | Strappo | Slancio | Slancio | Slancio |
| Pos.    | Atleta                     | Nazione | Peso Atleta | Totale | 1                 | 2                 | 3                 | 1       | 2       | 3       | 1       | 2       | 3       |
| ------- | -------------------------- | --- | ----------- | ------ | ----------------- | ----------------- | ----------------- | ------- | ------- | ------- | ------- | ------- | ------- |
| Oro     | Trofim Lomakin             | [[File: Flag of the Soviet Union (1936 – 1955).svg\|class=noviewer\| Unione Sovietica (bandiera)\|border\|20x16px]] Unione Sovietica | 81,80       | 417,5  | 125,0             | 130,0             | 130,0             | 127,5   | 132,5   | 132,5   | 160,0   | 165,0   | 165,0   |
| Argento | Stanley Stanczyk           | Stati Uniti | 82,40       | 415,0  | 122,5             | 127,5             | 130,0             | 122,5   | 127,5   | 127,5   | 155,0   | 160,0   | 165,0   |
| Bronzo  | Arkadij Vorob'ëv           | [[File: Flag of the Soviet Union (1936 – 1955).svg\|class=noviewer\| Unione Sovietica (bandiera)\|border\|20x16px]] Unione Sovietica | 81,80       | 407,5  | 120,0             | 125,0             | 125,0             | 127,5   | 132,5   | 132,5   | 160,0   | 170,0   | 170,0   |
| 4       | Mohammad Hassan Rahnavardi | Iran | 82,35       | 402,5  | 120,0             | 120,0             | 120,0             | 115,0   | 122,5   | 125,0   | 150,0   | 155,0   | 160,0   |
| 5       | Jean Debuf                 | Francia | 81,65       | 400,0  | 110,0             | 115,0             | 117,5             | 117,5   | 122,5   | 125,0   | 150,0   | 160,0   | 162,5   |
| 6       | Issy Bloomberg             | Sudafrica | 80,10       | 392,5  | 120,0             | 127,5             | 127,5             | 110,0   | 115,0   | 117,5   | 142,5   | 150,0   | 155,0   |
| 7       | Osvaldo Forte              | Argentina | 83,45       | 382,5  | 107,5             | 112,5             | 115,0             | 115,0   | 122,5   | 122,5   | 145,0   | 150,0   | 155,0   |
| 8       | Clyde Emrich               | Stati Uniti | 79,70       | 380,0  | 115,0             | 120,0             | 120,0             | 115,0   | -       | -       | 145,0   | 152,5   | -       |
| 9       | Mohamed Ali Abdel Kerim    | Egitto | 80,45       | 377,5  | 100,0             | 105,0             | 110,0             | 115,0   | 115,0   | 122,5   | 150,0   | 155,0   | 155,0   |
| 10      | Georges Firmin             | Francia | 80,50       | 377,5  | 110,0             | 110,0             | 115,0             | 110,0   | 115,0   | 117,5   | 140,0   | 145,0   | 147,5   |
| 11      | Hans Claussen              | Germania | 82,50       | 362,5  | 97,5              | 102,5             | 105,0             | 107,5   | 115,0   | 117,5   | 137,5   | 145,0   | 145,0   |
| 12      | Armando Rueda              | Messico | 80,95       | 360,0  | 115,0             | 120,0             | 120,0             | 102,5   | 107,5   | 110,0   | 132,5   | 137,5   | 137,5   |
| 13      | Augusto Fiorentini         | Italia | 82,40       | 360,0  | 105,0             | 110,0             | 110,0             | 105,0   | 110,0   | 115,0   | 140,0   | 145,0   | 150,0   |
| 14      | Wilhelm Flenner            | Austria | 82,45       | 352,5  | 100,0             | 105,0             | 105,0             | 110,0   | 115,0   | 115,0   | 142,5   | 142,5   | 150,0   |
| 15      | Josef Hantych              | Cecoslovacchia | 81,80       | 345,0  | 87,5              | 92,5              | 95,0              | 105,0   | 110,0   | 110,0   | 135,0   | 140,0   | 145,0   |
| 16      | Silvino Robin              | Brasile | 82,50       | 345,0  | 102,5             | 107,5             | 107,5             | 100,0   | 105,0   | 105,0   | 132,5   | 137,5   | 140,0   |
| 17      | Cecil Moore                | Guyana britannica | 82,30       | 342,5  | 95,0              | 100,0             | 102,5             | 97,5    | 102,5   | 107,5   | 127,5   | 135,0   | 142,5   |
| 18      | Ilie Dancea                | Romania | 82,45       | 330,0  | 90,0              | 95,0              | 97,5              | 102,5   | 102,5   | 107,5   | 127,5   | 132,5   | 132,5   |
| 19      | Czesław Białas             | Polonia | 82,20       | 325,0  | 87,5              | 92,5              | 92,5              | 102,5   | 102,5   | 107,5   | 125,0   | 130,0   | 135,0   |
| -       | James Varaleau             | Canada | 80,40       | -      | 100,0             | 112,5             | -                 | 110,0   | 110,0   | 110,0   | -       | -       | -       |
| -       | Juhani Vellamo             | Finlandia | 81,70       | -      | 95,0              | 95,0              | -                 | -       | -       | -       | -       | -       | -       |
| -       | Orlando Garrido            | Cuba | 80,95       | -      | 122,5             | 130,0             | 130,0             | 115,0   | 115,0   | 115,0   | -       | -       | -       |
| -       | Sigvard Kinnunen           | Svezia | ?           | -      | 105,0             | 112,5             | 112,5             | 107,5   | 107,5   | -       | -       | -       | -       |